# Jacira Francisco Mendonça
Jacira Francisco Mendonça (7 de enero de 1986) es una deportista bisauguineana que compite en lucha libre. Ganó una medalla de bronce en los Juegos Panafricanos de 2007.
Ha ganado cinco medallas en el Campeonato Africano de Lucha entre los años 2009 y 2014.
Participó en los Juegos Olímpicos de Verano de Londres 2012, consiguiendo un 17.º puesto en la categoría 63 kg.

## Palmarés internacional
| Juegos Panafricanos | Juegos Panafricanos    | Juegos Panafricanos | Juegos Panafricanos |
| Año                 | Lugar                  | Medalla             | Categoría           |
| ------------------- | ---------------------- | ------------------- | ------------------- |
| 2007                | Argel (Argelia)        | Medalla de bronce   | 55 kg               |
| Campeonato Africano |                        |                     |                     |
| Año                 | Lugar                  | Medalla             | Categoría           |
| 2009                | Casablanca (Marruecos) | Medalla de bronce   | 55 kg               |
| 2010                | El Cairo (Egipto)      | Medalla de plata    | 59 kg               |
| 2011                | Dakar (Senegal)        | Medalla de oro      | 59 kg               |
| 2012                | Marrakech (Marruecos)  | Medalla de oro      | 63 kg               |
| 2014                | Túnez (Túnez)          | Medalla de bronce   | 63 kg               |